# Manuel Tames
Manuel Tames è un comune di Cuba, situato nella provincia di Guantánamo.